# Costas Andreou
Costas Andreou (in greco Κώστας Ανδρέου?; ...) è un musicista, compositore e produttore discografico greco.
Costas Andreou è un compositore e musicista che vive ad Atene. Modifica in tempo reale i suoni del basso elettrico fretless.
Ha composto e suonato dal vivo la musica per spettacoli teatrali e altre produzioni artistiche. La sua musica è stata usata in vari documentari, film e produzioni televisive e può essere scaricata.
Il concerto Live Ambient è stato presentato al Teatro Polis (Atene) il 10 Οttobre 2015, al Teatro Karolos Koun (Frinichou 14, Plaka, Atene) il 21 Aprile 2016 al Teatro Fournos (Atene) il 17 Dicembre 2017, il 19 e il 26 Ottobre 2018 e il 7 e 8 Gennaio 2019.
Il 17 e 24 Maggio 2019 ha presentato il concerto Ippokratous al Teatro Fournos ad Atene.

## Musica

### Teatro
- Deirdre (William Butler Yeats)
- Youth Without God (Ödön von Horváth)
- The Burrow (Franz Kafka)
- An Unknown From The Seine (Ödön von Horváth)
- I Should Have (Franz Kafka)
- Woyzeck (Georg Büchner)
- "What Do You Say, Babis?" (Sakis Serefas)
- Riddance (Linda McLean)
- Leaves of Glass (Philip Ridley)
- Chroniques Des Jours Entiers, Des Nuits Entieres (Xavier Durringer)
- Places To Hide
- Children's Tales
- Blackbird (David Harrower)
- Sabbathland (Lena Kitsopoulou)
- The Small Things (Enda Walsh)
- L'Hereux Stratagème (Pierre de Marivaux)
- The Pillowman (Martin McDonagh)
- Amphitryon (Heinrich von Kleist)
- Tone Clusters (Joyce Carol Oates)
- The Mandate (Nikolai Erdmann)
- King John (William Shakespeare)
- Far Away (Caryl Churchill)
- Flirtations (Arthur Schnitzler)
- City in a State of Emergency (Aghelliki Darlassi)
- Mr Ouatson would like some more snow (Giannis Dumos)
- Tabataba (Bernard-Marie Koltès)

### Film, documentari
- Exploro
- Meridian
- The Navigator
- In The Wind
- Clementine
- Aerostat
- Devotion
- Southern Skies
- Moment of Torsion
- Kinetic
- Uptown
- Indirect Fire
- Easter Island
- Netrino
- Bella
- No Relation
- Behind A Cloud
- Walls Are Dancing
- Acquisition
- Red Chamber
- Sophia Girl
- Airborne

### multimedia, audiovisual
- Flavescent
- Radioscopic
- Restless
- Spectrum
- Geo

## Discografia

### Solo
- 2005 - Transpacific (EP)
- 2006 - Dolphin Dreams
- 2011 - Blind Journeys At Sea
- 2017 - Observation Point

### Collaborazioni
- 2008 - Nanetora (Per Boysen & Costas Andreou)

### Riferimenti
- Ippokratous informazioni sul concerto
- Live Ambient informazioni sul concerto
- Vicky Georgiadou produzioni teatrali dirette da Vicky Georgiadou
- gruppo teatrale Pulsar produzioni teatrali

## Interviste
- Costas Andreou in fretless pathways on a rich musical journey!
- Costas Andreou: music improvisation and other stories
- Costas Andreou: I am interested in stimulating the audience's mind to create images
- Costas Andreou: Fretless electric bass is the instrument with which I express myself, it's a companion
- Costas Andreou: Every concert is a different journey that we take together
- Costas Andreou: Fretless electric bass has a lot in common with the human voice